# Jestetten
Jestetten là một xã ở huyện Waldshut trong bang Baden-Württemberg thuộc nước Đức.
Đô thị này có đường biên với Thụy Sĩ dẫn nằm ở phía đông thị xã Schaffhauserstraße dẫn đến Neuhausen am Rheinfall. 